# 威拉得·利比
威拉德·弗兰克·利比（英語：Willard Frank Libby，1908年12月17日—1980年9月8日），美國化學家，1960年诺贝尔化学奖得主。利比于1940年代于芝加哥大学发明了放射性碳定年法，该方法對考古學的影響十分深遠。
利比毕业于美国加州大学伯克利分校（本科及博士），先后任教于加州大学伯克利分校、芝加哥大学以及加州大学洛杉矶分校，曾参与美国曼哈顿计划。

## 早年生活
利比生於科羅拉多州的Grand Valley。他在加州大學柏克萊分校取得了學士學位和博士學位（1933年）。

## 学术生涯
利比从加州大学伯克利分校博士毕业后，之後成為該校的講師，及後又成為助理教授。利比於1930年代建造一些蓋格計數器去量度自然和人造的弱輻射。於1941年加入美國化學會柏克萊分會。
1941年，利比獲得古根海姆学者奖後，曾在普林斯頓大學进行过短暂研究，但研究计划被美国卷入第二次世界大战而打断。
二次世界大戰爆發後，他和諾貝爾獎得主哈罗德·尤里便投身於哥倫比亞大學的曼克頓計劃。利比負責研究利用氣體擴散法來分離與浓缩用於廣島市原子彈的铀同位素鈾-235。
1945年，他成為芝加哥大學的教授，并在此发明放射性碳定年法。1954年，他被委任為美國原子能委員會的一員。
1959年，他成為加州大學洛杉矶分校化學系教授，直至1976年退休為止。
1960年，利比獲頒諾貝爾化學獎，以表揚他帶領其研究團队（博士後研究員 James Arnold 和畢業生 Ernie Anderson）發展出放射性碳定年法。